# تشو يوان
تشو يوان (15 ديسمبر 1982 في الصين - ) هي لاعبة كرة طائرة الصين.